# Friedrich Hupfeld
Friedrich Hupfeld (geb. 15. Dezember 1869 in Prävali, Österreich-Ungarn; gest. 4. Juni 1924) war Bergassessor und später Plantagenbesitzer sowie Direktor mehrerer Kolonialgesellschaften in Deutsch-Togo.
Hupfeld wurde in Preußen Bergassessor. 1897–99 unternahm er im Auftrag Sholto Douglas’ eine „Expedition“ in die Kolonie Togo, wo Douglas am Mont Agu Land gekauft hatte. Dieser Kauf für einen extrem niedrigen Preis in Schwarzpulver, Alkohol und Tabak wurde von der Kolonialverwaltung für nichtig erklärt. Hupfeld verhandelte den Vertrag nach, neuer Kaufpreis waren etwa 2500 Mark. Beide Verträge sollen nur zu Stande gekommen sein, weil die Käufer vom Stationsleiter begleitet wurden und so die lokale Bevölkerung einschüchterten. Hupfeld gründete 1902 die Deutsche Togogesellschaft, die Douglas’ Landansprüche übernahm. Der Kolonialbeamte Rudolf Asmis, der damals die Landkommission im Bezirk Misahöhe leitete, hielt den Kauf trotzdem für unrechtmäßig. Er stützte sich dabei auf die Forschung und Aussagen von Bewohnern und Missionaren zum Verständnis von Grundbesitz bei den Ewe. Hupfeld argumentierte hingegen, die Dorfhäuptlinge, mit denen er verhandelt hatte, wären befugt gewesen, das Land abzugeben. Das Reichskolonialamt verbot schließlich Asmis die Publikation seines Berichts, Hupfeld musste einen Teil des Landes der lokalen Bevölkerung zurückzugeben. Dadurch sollte auch der Frieden in der Kolonie gesichert werden.
Bis 1911 gründete Hupfeld drei weitere Kolonialgesellschaften (1904: Pflanzungsgesellschaft Kpeme, 1907: Agupflanzungsgesellschaft, 1911: Togo-Pflanzungs-Aktiengesellschaft). Bei allen war er alleiniger Vorsitzender. Hupfeld war außerdem Mitglied im Kolonialwirtschaftlichen Komitee, in weiteren Interessenverbänden und veröffentlichte einige Schriften über Deutsch-Togo. Er trat für die Plantagenwirtschaft ein und meinte, die „300 Arbeiter einschließlich Weiber und Kinder“ leisteten auf seinen Plantagen zehnmal mehr als in der traditionellen Landwirtschaft. Daher solle „ein gewisser leiser Druck“ auf die Kolonialisierten ausgeübt werden, um die Erträge der Kolonie zu steigern.